# Markup Béla
Markup Béla (Hámor, 1873. augusztus 23. – Budapest, 1945. július 3.) magyar szobrász, keramikus.

## Életpályája
Budapesten tanult az Országos Magyar Mintarajziskolában Strobl Alajosnál. Első nagy sikerét az Országház lépcsőjén elhelyezett két kőoroszlánjával aratta. Állatszobrai később is ismertté tették. Sok mellszobrot alkotott. Számos köztéri műve látható Budapesten, Miskolcon, Szegeden stb. A Steindl-céh tagja volt, Alpár Ignác építésszel többször dolgozott.

## Emlékezete
A Farkasréti temetőben helyezték örök nyugalomra. Sírkövét saját maga faragta.

## Díjai, elismerései
- Milánó, 1906
- London, 1908
- Állami díj, Bécs, 1910
- 1911-ben harmadik díjat nyert Szentpétervárott a II. Sándor cár lovas emlékművére hirdetett pályázaton (Tardos Krenner Viktor festőművésszel).
- Halmos-díj (1921)
- Pállik Béla-díj (1926)
- Két ezüstérem, Párizs, 1937
- A Képzőművészeti Társulat nagydíja,

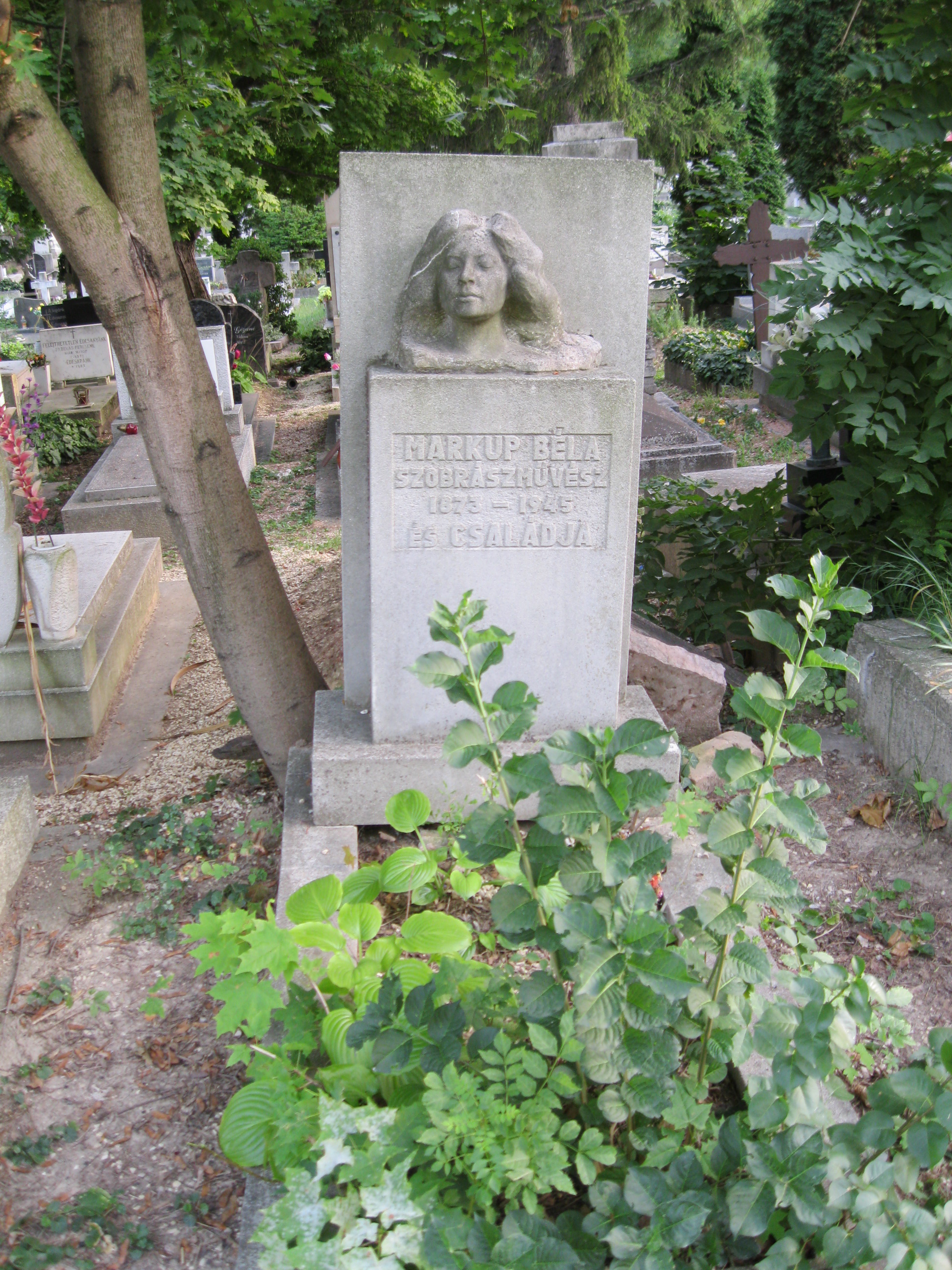
Sírja a Farkasréti temetőben.

- Ezüstérem, Párizs, 1940

## Főbb alkotásai

### Köztéri szobrai
- Csodaszarvas kút (Budapest, Halászbástya, 1932)
- A Magyar Nemzeti Bank (Budapest) épületén a Szabadság téri mellvéden álló szobrok és a címer
- Széchenyi István (mellszobor, Szeged, Pantheon)
- Kéler Béla (emléktábla, Bártfa, Kéler Béla szülőháza)

### Állatszobrai
- Hattyúk és delfinek a  budapesti Széchenyi gyógyfürdő kupolacsarnokában
- Angóramacska
- Szarvastehén borjával (MMgM)
- Bőgő szarvasbika (Gödöllő, kastély)
- Medvetáncoltató oláh (?, fotó A művészet 1905. évf.)

### Mellszobrai
- Kerpely Antal (Miskolc)
- Zrínyi Miklós
- Hunyadi János
- Kossuth Lajos
- Alpár Ignác
- Mátyás király
- Gábor Áron
- Steindl Imre
- Kéler Béla (Bártfa)

## Ajánlott irodalom
- Az új parlament oroszlánjai (Új Idők, 1901)
- Weiner Mihályné, Műv. tört. Ért. (1965. 1. sz.)